# 8 (število)
8 (ósem) je naravno število, za katero velja 8 = 7 + 1 = 9 − 1.

## V matematiki
- drugo kubično število {\displaystyle 8=2^{3}\,\!}.
- drugo sedemkotniško piramidno število {\displaystyle 8=2(2+1)(5\cdot 2-2)/6\,\!}.
- drugo osemkotniško število {\displaystyle 8=3\cdot 2^{2}-2\cdot 2\,\!}.
- tretje sestavljeno število.
- šesto Ulamovo število {\displaystyle 8=2+6\,\!}.
- sedmo Fibonaccijevo število {\displaystyle 8=3+5\,\!}.
- Harshadovo število.
- osemkotniško število.
- vsota vseh pozitivnih deliteljev števil od 1 do 3: {\displaystyle 8=1+1+2+1+3\,\!}.
- število stranskih ploskev oktaedra.
- število stranskih ploskev prisekanega tetraedra.

### Dokazi
- 8 je najmanjše število n, za katero ima enačba x - φ(x) = n natanko 3 rešitve. Rešitve enačbe so: 12, 14, 16.

## V znanosti
- vrstno število 8 ima kisik (O).
- drugo magično število v fiziki.

## Drugo

### Leta
- 8 pr. n. št., 8, 2008, 1008